# Beautiful Soup
Beautiful Soup ist eine freie Programmbibliothek für Screen Scraping. Mit der in Python geschriebenen Software lassen sich XML- und HTML-Dokumente parsen. Das Projekt wurde von Leonard Richardson gegründet und wird bis heute von ihm gepflegt.

Eine frühere Version der Bibliothek, Beautiful Soup 3, funktionierte nur mit Python 2.x. Die aktuelle Version Beautiful Soup 4 kann mit Python 2.7 und 3 benutzt werden. Installiert werden kann es mit Hilfe von pip:
```
pip
 
install
 
beautifulsoup4

```

Beautiful Soup selbst ist ein Frontend zu den grundlegenderen Parsern lxml und html5lib.